# Valisia LeKae
Valisia LeKae (Memphis, 25 settembre 1970) è un'attrice e cantante statunitense.
Dopo essersi laureata in psicologia all'Università del Tennessee, Valisia debutta a Broadway nel 2007 con il musical 110 in the Shade, a cui segue Ragtime (2009), Oklahoma! (2010) e The Book of Mormon (2011).
Nel 2013 interpreta Diana Ross nel musical Motown: The Musical a Broadway e per la sua performance viene candidata al Grammy Award e al Tony Award alla miglior attrice protagonista in un musical.